# جيم ويفر (لاعب كرة قاعدة أمريكي)
جيم ويفر (بالإنجليزية: Jim Weaver)‏ هو لاعب كرة قاعدة أمريكي، ولد في 19 فبراير 1939 في لانكستر في الولايات المتحدة.

## وصلات خارجية
- جيم ويفر (لاعب كرة قاعدة أمريكي) على موقعبيزبول رفرنس.كوم (الدوري الرئيسي) (الإنجليزية)
- جيم ويفر (لاعب كرة قاعدة أمريكي) على موقعبيزبول رفرنس.كوم (الدوري الثانوي) (الإنجليزية)